# JetSmart
JetSMART Airlines SpA, geschreven en gebruikt als JetSMART, is een Zuid-Amerikaanse lagekostenluchtvaartmaatschappij met haar hoofdkantoor in Chili. De maatschappij is opgezet door het Amerikaanse beleggingsfonds Indigo Partners. De maatschappij vliegt op bestemmingen binnen Zuid-Amerika en heeft haar hub op Aeropuerto Internacional Arturo Merino Benítez in Santiago en een basis op Aeropuerto Internacional Carriel Sur in Concepción. Daarnaast heeft de maatschappij drie dochtermaatschappijen: JetSmart Argentina, JetSmart Colombia en JetSmart Perú.

## Geschiedenis
JetSMART werd als ultra-lagekostenluchtvaartmaatschappij opgericht en is te vergelijken met bijvoorbeeld Frontier Airlines en Wizz Air. Op 26 januari 2017 vroeg JetSMART een AOC aan om vluchten uit te mogen voeren. Deze werd in juni van datzelfde jaar toegekend en de eerste vlucht volgde op 25 juli 2017. De maatschappij begon met de Airbus A320-200, maar maakte in december een order bij Airbus voor de Airbus A320neo en Airbus A321neo. Dit maakte deel uit van de grootste order bij Airbus tot dan toe. Aanvankelijk werd alleen binnenlands gevlogen, maar daar kwamen al snel buitenlandse bestemmingen bij. Ook werd JetSMART Argentina opgezet om meer te kunnen vliegen naar en binnen Argentinië.
Op 4 december 2019 nam de maatschappij de Norwegian Air Argentina over en zette de vluchten voort. Ook werd het personeel aangenomen en werden plannen gemaakt om de maatschappij te fuseren met JetSMART Argentina. De Boeing 737-800s werden vervangen door de Airbus A320-familie waarover JetSMART al beschikte.
In juli 2021 werd bekend dat American Airlines een aandeel zou nemen in de maatschappij. Er werd ook een codeshare-overeenkomst gesloten waarmee passagiers miles van het AAdvantage-programma kunnen verdienen op vluchten van JetSMART.
Naast de samenwerking met American Airlines werden op 16 juni 2022 binnenlandse routes begonnen in Peru met JetSmart Perú. Vanuit daar breidt de maatschappij zich verder uit.
Op 17 maart 2023 wilde JetSMART een MoU tekenen om Ultra Air op te kopen. Dit ging uiteindelijk niet door. Hiermee wilde de maatschappij zich kunnen certificeren als luchtvaartmaatschappij in Colombia. De nieuwe maatschappij kreeg de naam JetSmart Colombia en de eerste vlucht volgde op 14 maart 2024.

## Vloot

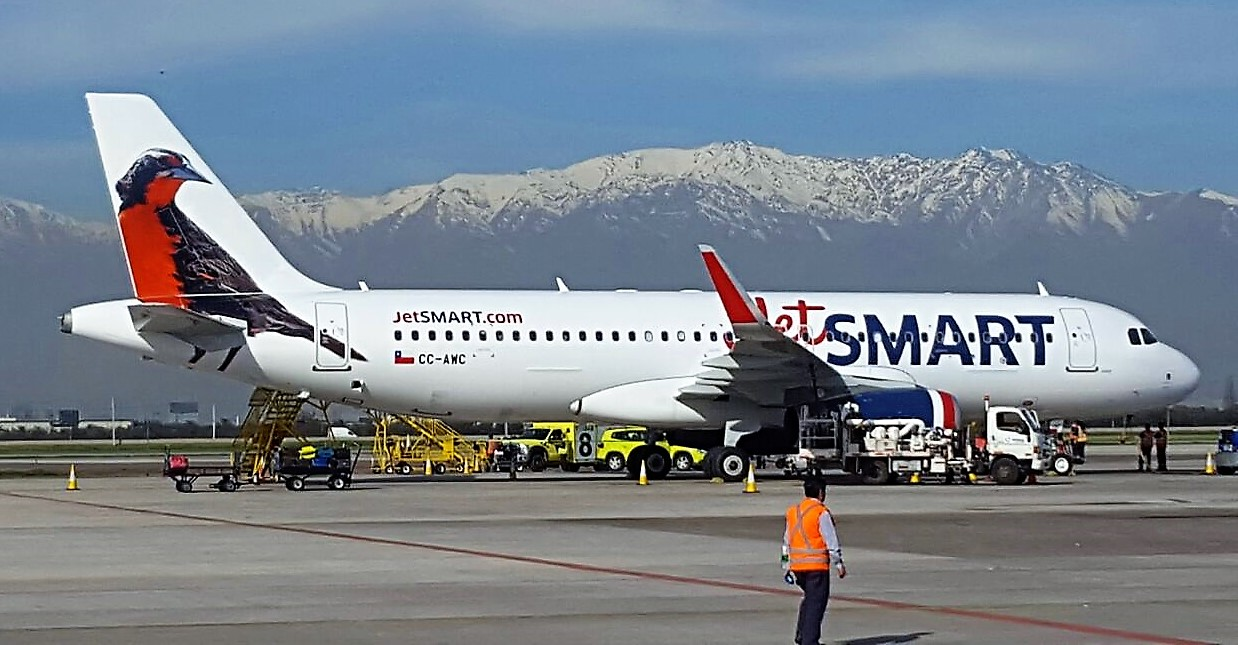
Een Airbus A320-200 van JetSMART

### Huidige vloot
De vloot van JetSMART bestaat uit de volgende toestellen (juni 2024):
| Type            | In dienst | Orders | Passagiers | Opmerkingen |
| --------------- | --------- | ------ | ---------- | ----------- |
| Airbus A320-200 | 11        | —      | 186        |             |
| Airbus A320neo  | 19        | 23     | 186        |             |
| Airbus A321neo  | 8         | 42     | 244        |             |
| Airbus A321XLR  | —         | 14     | nnb        |             |
| Totaal          | 38        | 79     |            |             |

#### Kleurenschema
Het kleurenschema heeft als basis wit met donkerblauwe motoren en rode accenten op de sharklets. Op het kielvlak heeft ieder toestel een uniek kleurenschema met een dier erop. Het idee is vergelijkbaar met bijvoorbeeld Air India Express en Frontier Airlines.

### Voormalige vloot
De vloot van JetSMART bestond ook uit:
| Type           | Aantal | In dienst | Uitgefaseerd | Opmerkingen  |
| -------------- | ------ | --------- | ------------ | ------------ |
| Airbus A320neo | 2      | 2019      | 2021         | Naar Volaris |

## Bestemmingen
JetSMART vliegt naar de volgende bestemmingen (juni 2024):
| Land       | Stad           | Luchthaven                                                       | Opmerkingen |
| ---------- | -------------- | ---------------------------------------------------------------- | ----------- |
| Argentinië | Buenos Aires   | Aeropuerto Internacional Jorge Newbery                           |             |
| Argentinië | Mendoza        | Aeropuerto Internacional Gobernador Francisco Gabrielli          |             |
| Brazilië   | Curitiba       | Aeroporto Internacional de Curitiba                              |             |
| Brazilië   | Florianópolis  | Aeroporto Internacional Hercílio Luz                             |             |
| Brazilië   | Foz do Iguaçu  | Aeroporto Internacional de Foz do Iguaçu                         |             |
| Brazilië   | Rio de Janeiro | Aeroporto Internacional do Rio de Janeiro-Galeão                 |             |
| Brazilië   | São Paulo      | Aeroporto Internacional de São Paulo-Guarulhos                   |             |
| Chili      | Antofagasta    | Aeropuerto Nacional Andrés Sabella Gálvez                        |             |
| Chili      | Arica          | Aeropuerto Internacional Chacalluta                              |             |
| Chili      | Balmaceda      | Aeropuerto Balmaceda                                             |             |
| Chili      | Calama         | Aeropuerto El Loa                                                |             |
| Chili      | Concepción     | Aeropuerto Internacional Carriel Sur                             | basis       |
| Chili      | Iquique        | Aeropuerto Internacional Diego Aracena                           |             |
| Chili      | La Serena      | Aeropuerto La Florida                                            |             |
| Chili      | Puerto Montt   | El Tepual                                                        |             |
| Chili      | Santiago       | Aeropuerto Internacional Arturo Merino Benítez                   | hub         |
| Chili      | Temuco         | Aeropuerto Internacional La Araucanía                            |             |
| Colombia   | Cali           | Aeropuerto Internacional Alfonso Bonilla Aragón                  |             |
| Colombia   | Medellín       | Aeropuerto Internacional José María Córdova                      |             |
| Peru       | Lima           | Aeropuerto Internacional Jorge Chávez                            |             |
| Peru       | Trujillo       | Aeropuerto Internacional Capitán FAP Carlos Martínez de Pinillos |             |
| Uruguay    | Montevideo     | Aeropuerto Internacional de Carrasco                             |             |

### Codeshare-overeenkomsten
JetSMART heeft codeshare-overeenkomsten met de volgende maatschappijen:
- American Airlines[12]